# Boutencourt
Boutencourt és un municipi francès, situat al departament de l'Oise i a la regió dels Alts de França. L'any 2007 tenia 250 habitants.

## Demografia

### Població
El 2007 la població de fet de Boutencourt era de 250 persones. Hi havia 81 famílies de les quals 20 eren unipersonals (8 homes vivint sols i 12 dones vivint soles), 20 parelles sense fills, 37 parelles amb fills i 4 famílies monoparentals amb fills.
La població ha evolucionat segons el següent gràfic:
Habitants censats

### Habitatges
El 2007 hi havia 112 habitatges, 89 eren l'habitatge principal de la família, 19 eren segones residències i 3 estaven desocupats. 110 eren cases i 1 era un apartament. Dels 89 habitatges principals, 75 estaven ocupats pels seus propietaris, 10 estaven llogats i ocupats pels llogaters i 4 estaven cedits a títol gratuït; 1 tenia una cambra, 3 en tenien dues, 17 en tenien tres, 19 en tenien quatre i 49 en tenien cinc o més. 67 habitatges disposaven pel capbaix d'una plaça de pàrquing. A 30 habitatges hi havia un automòbil i a 49 n'hi havia dos o més.

### Piràmide de població
La piràmide de població per edats i sexe el 2009 era:
| Homes | Edats   | Dones |
| ----- | ------- | ----- |
| 4     | 95 o +  | 0     |
| 0     | 90 a 94 | 0     |
| 0     | 85 a 89 | 0     |
| 4     | 80 a 84 | 0     |
| 4     | 75 a 79 | 0     |
| 4     | 70 a 74 | 4     |
| 0     | 65 a 69 | 4     |
| 0     | 60 a 64 | 12    |
| 12    | 55 a 59 | 0     |
| 8     | 50 a 54 | 8     |
| 16    | 45 a 49 | 12    |
| 12    | 40 a 44 | 0     |
| 4     | 35 a 39 | 8     |
| 16    | 30 a 34 | 16    |
| 0     | 25 a 29 | 4     |
| 0     | 20 a 24 | 0     |
| 0     | 15 a 19 | 4     |
| 8     | 10 a 14 | 16    |
| 12    | 5 a 9   | 12    |
| 8     | 0 a 4   | 8     |

## Economia
El 2007 la població en edat de treballar era de 184 persones, 132 eren actives i 52 eren inactives. De les 132 persones actives 119 estaven ocupades (69 homes i 50 dones) i 13 estaven aturades (6 homes i 7 dones). De les 52 persones inactives 11 estaven jubilades, 26 estaven estudiant i 15 estaven classificades com a «altres inactius».

### Ingressos
El 2009 a Boutencourt hi havia 82 unitats fiscals que integraven 232,5 persones, la mediana anual d'ingressos fiscals per persona era de 20.097 €.

### Activitats econòmiques
Dels 4 establiments que hi havia el 2007, 1 era d'una empresa de construcció, 1 d'una empresa financera, 1 d'una empresa de serveis i 1 d'una entitat de l'administració pública.
L'únic servei als particulars que hi havia el 2009 era una lampisteria.
L'any 2000 a Boutencourt hi havia 4 explotacions agrícoles que ocupaven un total de 800 hectàrees.

## Poblacions més properes
El següent diagrama mostra les poblacions més properes.